# Amphistomus macphersonensis
Amphistomus macphersonensis là một loài bọ cánh cứng trong họ Bọ hung (Scarabaeidae).